# Desa Pranten (administrativ by i Indonesien, lat -7,18, long 109,90)
Desa Pranten är en administrativ by i Indonesien.   Den ligger i provinsen Jawa Tengah, i den västra delen av landet, 400 km öster om huvudstaden Jakarta.